# Dwa dni, jedna noc
Dwa dni, jedna noc (fr. Deux jours, une nuit) – belgijsko-francusko-włoski dramat społeczny z 2014 roku w reżyserii i według scenariusza braci Dardenne. Zdjęcia kręcono w Walonii (głównie w Seraing).
Światowa premiera filmu miała miejsce 20 maja 2014 roku podczas 67. Międzynarodowego Festiwalu Filmowego w Cannes, w ramach którego obraz brał udział w konkursie głównym. Polska premiera filmu miała miejsce 19 października 2014 roku w ramach Festiwalu Filmowego Tofifest w Toruniu.
Film został wyselekcjonowany jako oficjalny kandydat Belgii do Oscara za najlepszy film nieanglojęzyczny podczas 87. ceremonii wręczenia Oscarów.

## Opis fabuły
Sandra i jej rodzina z trudem wiążą koniec z końcem. Kobieta przez długi czas chorowała na depresję. Gdy zdecydowała się wrócić do pracy w miejscowym zakładzie w Seraing, okazało się, że pracownicy muszą wybrać jedną z opcji, która ma zapewnić ciągłość pracy − albo zrezygnują z premii rocznej, albo pozostawią jednego pracownika na etacie. Tym pracownikiem okazuje się być Sandra. Kobieta ma tytułowe dwa dni oraz jedną noc, aby przekonać kolegów z pracy, aby zagłosowali za pozostawieniem jej w pracy.

## Obsada
- Marion Cotillard jako Sandra Bya
- Fabrizio Rongione jako Manu
- Olivier Gourmet jako Jean-Marc
- Pili Groyne jako Estelle
- Simon Caudry jako Maxime
- Catherine Salée jako Juliette
- Batiste Sornin jako M. Dumont

i inni

## Nagrody i nominacje
67. Międzynarodowy Festiwal Filmowy w Cannes
- nominacja: Złota Palma − Jean-Pierre i Luc Dardenne

87. ceremonia wręczenia Oscarów
- nominacja: najlepsza aktorka pierwszoplanowa − Marion Cotillard

68. ceremonia wręczenia nagród Brytyjskiej Akademii Filmowej
- nominacja: najlepszy film nieanglojęzyczny − Jean-Pierre i Luc Dardenne i Denis Freyd

27. ceremonia wręczenia Europejskich Nagród Filmowych
- nagroda: Najlepsza Europejska Aktorka − Marion Cotillard
- nominacja: Najlepszy Europejski Scenarzysta − Jean-Pierre i Luc Dardenne
- nominacja: Nagroda Publiczności (People's Choice Award) – Jean-Pierre i Luc Dardenne

19. ceremonia wręczenie Satelitów
- nominacja: najlepsza aktorka filmowa − Marion Cotillard
- nominacja: najlepszy film zagraniczny (Belgia)

40. ceremonia wręczenia Cezarów
- nominacja: najlepsza aktorka − Marion Cotillard
- nominacja: najlepszy film zagraniczny (Belgia)